# Castil de Vela
Castil de Vela ist ein nordspanisches Dorf und Hauptort einer Gemeinde (municipio) mit 55 Einwohnern (Stand: 2024) in der Provinz Palencia in der Autonomen Gemeinschaft Kastilien-León. 

## Lage und Klima
Castil de Vela liegt in der Region Tierra de Campos auf der kastilischen Hochebene in einer Höhe von ca. 755 m. Die Provinzhauptstadt Palencia befindet sich mit ihrem Stadtzentrum etwa 30 Kilometer (Fahrtstrecke) östlich.
Das Klima im Winter ist durchaus kalt, im Sommer dagegen warm bis heiß; die eher spärlichen Regenfälle (ca. 486 mm/Jahr) fallen überwiegend im Winterhalbjahr.

## Bevölkerungsentwicklung
| Jahr      | 1970 | 1981 | 1991 | 2001 | 2011 | 2021 |
| --------- | ---- | ---- | ---- | ---- | ---- | ---- |
| Einwohner | 193  | 166  | 132  | 104  | 69   | 58   |

## Sehenswürdigkeiten

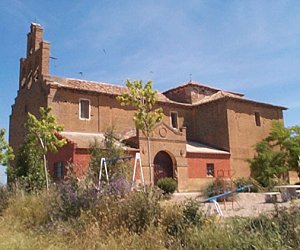
Michaeliskirche

- Michaeliskirche